# Volleyball-Club Olympia '93 Berlin (maschile)
Il Volleyball-Club Olympia '93 Berlin è una società pallavolistica maschile tedesca con sede a Berlino: milita nel campionato di 1. Bundesliga.

## Storia
Il Volleyball-Club Olympia '93 Berlin viene fondato nel 1993 per volere della Federazione pallavolistica della Germania al fine di allenare giovani pallavolisti tedeschi: i giocatori infatti costituiscono anche l'ossatura delle nazionali giovanili della Germania.
La federazione assegna per ogni annata il campionato a cui la squadra deve partecipare, solitamente si tratta della 1. Bundesliga, chiusa sempre in posizioni di bassa classificata, mentre altre volte ha partecipato alla 2. Bundesliga: il club non è implicato né nei meccanismi di retrocessione, né di play-off scudetto, né partecipa alla Coppa di Germania.

## Rosa 2016-2017
| N° | Nome              | Ruolo | Data di nascita  | Nazionalità sportiva |
| -- | ----------------- | ----- | ---------------- | -------------------- |
| 1  | Andre Illmer      | L     | 20 marzo 1997    | Germania             |
| 3  | Stefan Thiel      | P     | 15 ottobre 1997  | Germania             |
| 4  | Yannick Goralik   | C     | 25 ottobre 1997  | Germania             |
| 5  | Moritz Rauber     | S     | 16 febbraio 1997 | Germania             |
| 6  | Johannes Tille    | P     | 7 maggio 1997    | Germania             |
| 7  | Matti Binder      | C     | 2 ottobre 1998   | Germania             |
| 8  | Paul Henning      | C     | 28 luglio 1997   | Germania             |
| 9  | Egor Bogachev     | S     | 6 aprile 1997    | Germania             |
| 10 | Johannes Mönnich  | S/O   | 10 novembre 1997 | Germania             |
| 11 | Florian Lüddemann | S/O   | 13 aprile 1997   | Germania             |
| 12 | Maximilian Auste  | S/O   | 27 gennaio 1997  | Germania             |
| 16 | Julian Zenger     | L     | 26 agosto 1997   | Germania             |
| 17 | Corbin Balster    | S     | 3 marzo 1997     | Germania             |